# Ham-en-Artois
Ham-en-Artois é uma comuna francesa na região administrativa de Altos da França, no departamento de Pas-de-Calais. Estende-se por uma área de 3,2 km². Em 2010 a comuna tinha 989 habitantes (densidade: 309,1 hab./km²).